# Julian Niemcewicz
Julian Ursyn Niemcewicz (Skoki, 16 febbraio 1758 – Parigi, 21 maggio 1841) è stato un poeta, commediografo e politico polacco, esponente dell'Illuminismo e del Romanticismo polacco e forse il più noto tra coloro che proposero la Costituzione di Maggio nel 1791 per modernizzare il Paese.

## Biografia
Nato da una famiglia nobile, l'antica famiglia polacca Ravič,  graduata nel Corpo dei Cadetti di Varsavia, fu segretario del Principe Adam Kazimierz Czartoryski, con il quale visitò Francia, Inghilterra e Italia.
Tornato in Polonia, tra il 1788 e il 1792 fu deputato per il Partito Patriota e proponitore della Costituzione di Maggio nel 1791. Fu poi tra i fondatori della Zgromadzenie Przyjaciół Konstytucji Rządowej (Assemblea degli Amici del Governo costituzionale), formata per supportare la modernizzazione della Polonia. Con la formazione della Confederazione di Targowica, avvenuta il 27 aprile 1792 a San Pietroburgo su spinta di Caterina II di Russia, e l'abbattimento della Costituzione, Niemcewicz decise di riparare in Germania, precisamente in Prussia, assieme ad altri patrioti polacchi.
Durante la Rivolta di Kościuszko, nel 1795, prese le armi per servire il generale Tadeusz Kościuszko contro i Russi, ma nella battaglia di Maciejowice entrambi furono catturati dai nemici e imprigionati nella Fortezza di San Pietro e San Paolo di San Pietroburgo. Nello stesso anno, il 1795, furono rilasciati per ordine dello Zar Paolo I, che sperava di poter così sedare gli animi ribelli della Polonia.
Assieme al generale Kościuszko, Niemcewicz si recò negli Stati Uniti d'America, dove il poeta trovò moglie. Tornò in Europa solo dopo il Congresso di Vienna (1815) per ricoprire l'incarico di Segretario di Stato e Presidente della Commissione costituzionale in Polonia. Nel 1831, in seguito ai Moti rivoluzionari del 1830-31, fu però esiliato, così si trasferì come tanti altri intellettuali a Parigi, in Francia, dove morì il 21 maggio 1841.

## Opera
Come scrittore, Niemcewicz provò diversi stili di composizione, passando dal Teatro alla Prosa e alla Poesia, rifacendosi ora agli autori gotici, ora ai poeti italiani, Dante in particolare, ora a Walter Scott e agli autori polacchi suoi contemporanei.
Il ritorno del deputato (Powrót posła), la sua commedia più conosciuta, fu particolarmente apprezzata ai suoi tempi - nel 1791 fu rappresentata per la prima volta -, nonostante fosse caratterizzata anche da pericolosi commenti satirici alla Tomasz Zan. Fu una delle opere più prolifiche dell'Illuminismo polacco.
Giovanni di Tenczyn (1825), romanzo scritto sul modello di Ivanhoe di Scott (1819), dimostra l'interesse di questo autore per il Romanticismo e il romanzo storico in particolare. L'opera dà una colorita descrizione della Polonia medievale. Altre opere storiche furono Sigismondo III (Dzieje panowania Zygmunta III, ovvero La storia del regno di Sigismondo III) e una raccolta di leggende e storie popolari, raccolte tra il 1822 e il 1823.
Tutte le sue opere, romanzi e commedie, sono state inserite in un'unica raccolta di dodici volumi tra il 1838 e il 1840.

### Elenco delle opere (titoli in Polacco)
- Władysław pod Warną - tragedia 1788
- Powrót posła - commedia politica 1791
- Kazimierz Wielki - tragedia 1792
- Fragment Biblii Targowickiej
- Na hersztów targowieckich
- Czytaj Juljana Ursyna Niemcewicza, podróże historyczne po ziemiach polskich między rokiem 1811 a 1828 odbyte
- Śpiewy historyczne
- Dzieje panowania Zygmunta III
- Pukiel włosów ucięty - traduzioni delle opere di Alexander Pope, Matthew Gregory Lewis, Thomas Percy e Ugo Foscolo